# Soslan Tigiyev
Soslan Tigiyev, né le 12 octobre 1983 à Ordjonikidze, est un lutteur libre ouzbek.
Le 20 août 2008, il devient vice-champion olympique de lutte libre en moins de 74 kg, après avoir été battu en finale par le Russe Bouvaïssar Saïtiev.
Le 10 août 2012, il obtient la médaille de bronze olympique de lutte libre en moins de 74 kg. Mais, le 7 novembre 2012, Soslan Tigiev est déchu de sa médaille de bronze après avoir été contrôlé positif à un stimulant. Le Hongrois Gábor Hatos, initialement cinquième de l'épreuve, récupère la médaille de bronze vacante.
Le 26 octobre 2016, le Comité international olympique annonce sa disqualification des Jeux de Pékin en raison de la présence de turinabol  dans les échantillons prélevés lors de ces Jeux.
Il est le frère de Taimuraz Tigiyev.

## Palmarès

### Jeux olympiques
- Médaille d'argent en catégorie des moins de 74 kg aux Jeux olympiques d'été de 2008 à Pékin. Disqualifié pour dopage
- Médaille de bronze en catégorie des moins de 74 kg aux Jeux olympiques d'été de 2012 à Londres. Disqualifié pour dopage

### Championnats du monde
- Médaille de bronze en catégorie des moins de 74 kg aux Championnats du monde de lutte 2006 à Guangzhou

### Jeux asiatiques
- Médaille de bronze en catégorie des moins de 74 kg aux Jeux asiatiques de 2006 à Doha